# مجموعة NGC 2997
مجموعة إن جي سي 2997 تجمع مجري من 10 مجرات ضمن عنقود مجرات العذراء العظيم الذي تنتمي الية المجموعة المحلية 'مجموعة إن جي سي 2997 مجموعة حرة تقع في اتجاه كوكبة الشجاع و كوكبة مفرغة الهواء على بعد 24.8 مليون سنة ضوئية من ألأرض وتهيمن على المجموعة المجرة الامعة إن جي سي 2997

## قائمة مجرات مجموعة إن جي سي 2997
| المجرة        | النوع        | المطلع (حقبة (فلك)) | الميل (حقبة (فلك)) | انزياح أحمر        | القدر الظاهري |
| ------------- | ------------ | ------------------- | ------------------ | ------------------ | ------------- |
| ESO 373-7     | IB(s)m       | 09سا 32د 45.4ث      | −33° 14′ 44″       | (3099 ± 7) . 10−5  | 16.4          |
| ESO 373-8     | Scd          | 09سا 33د 21.5ث      | −33° 02′ 01″       | (3085 ± 13) . 10−5 | 12.8          |
| ESO 434-19    | IABm         | 09سا 40د 43.6ث      | −32° 13′ 46″       | (3446 ± 33) . 10−5 | 15.13         |
| ESO 373-20    | IAB(s)m: pec | 09سا 43د 37.6ث      | −32° 44′ 23″       | (3039 ± 7) . 10−5  |               |
| ESO 434-27    | IAB(s)m:     | 09سا 44د 05.2ث      | −32° 09′ 55″       | (4043 ± 7) . 10−5  | 15.17         |
| IC 2507       | IB(s)m pec   | 09سا 44د 33.9ث      | −31° 47′ 24″       | 4170 . 10−5        | 13.31         |
| ESO 434-33    | SB(s)m pec   | 09سا 44د 47.6ث      | −31° 49′ 32″       | (4190 ± 27) . 10−5 | 13.18         |
| ESO 434-34    | IBm: sp      | 09سا 45د 30.0ث      | −30° 20′ 34″       | (3319 ± 17) . 10−5 | 14.60         |
| إن جي سي 2997 | SA(s)c       | 09سا 45د 38.8ث      | −31° 11′ 28″       | (3629 ± 7) . 10−5  | 10.06         |
| ESO 434-41    | IB(s)m       | 09سا 47د 45.3ث      | −31° 30′ 27″       | (3289 ± 13) . 10−5 | 14.65         |